# هنریک میناسیان
هنریک واهرامی میناسیان (ارمنی: Հենրիկ Վահրամի Մինասյան؛ زادهٔ ۲۴ مارس ۱۹۳۴) یک  سیاستمدار اهل ارمنستان است که از تاریخ ۱۹۹۰ تا تاریخ ۱۹۹۵ سمت نمایندگی دوره اول شورای عالی جمهوری ارمنستان را برعهده داشت.

## زندگی‌نامه
در 	۲۴ مارس ۱۹۳۴ در ارمنستان به دنیا آمد . 